# KLIWA
KLIWA (Klimaveränderung und Konsequenzen für die Wasserwirtschaft) ist eine Kooperation aus dem Deutschen Wetterdienst (DWD), dem Ministerium für Umwelt, Landwirtschaft, Ernährung, Weinbau und Forsten  Rheinland-Pfalz (MULEWF RLP), dem Ministerium für Umwelt, Klima und Energiewirtschaft Baden-Württemberg (UM BW) und dem Bayerischen Staatsministerium für Umwelt und Gesundheit (BayStMUG).
In der Kooperationsvereinbarung vom Dezember 1998 wurde anerkannt, dass infolge des vom Menschen verursachten Treibhauseffektes eine Temperaturerhöhung und mit dieser – nicht zu vernachlässigenden – Klimaveränderung auch „erhebliche Auswirkungen auf den Wasserhaushalt verbunden sein werden“.
Wegen der damaligen Unkenntnis darüber, „wie sich die Veränderungen des Wasserhaushalts auf die verschiedenen Bereiche der Wasserwirtschaft auswirken werden bzw. können“ und fehlenden „Zahlen, Daten und Fakten“, insbesondere über mittel- und langfristige Entwicklungen (Zeitreihen) wurde „eine längerfristige gebiets- und fachübergreifende Zusammenarbeit“ vereinbart.

## Gegenstand der Zusammenarbeit
- Ermittlung bisheriger Veränderungen des Klimas und des Wasserhaushalts
- Abschätzung der Auswirkungen möglicher Klimaveränderungen auf den Wasserhaushalt
- Mess- und Auswerteprogramm zur Erfassung künftiger Veränderungen des Klimas und des Wasserhaushalts
- Entwicklung nachhaltiger wasserwirtschaftlicher Vorsorgekonzepte
- Öffentlichkeitsarbeit

## Organisationsstruktur
- Kooperationspartner: Deutscher Wetterdienst; Ministerium für Umwelt, Forsten und Verbraucherschutz Rheinland-Pfalz; Ministerium für Umwelt, Naturschutz und Verkehr Baden-Württemberg; Bayerisches Staatsministerium für Umwelt und Gesundheit
- Steuerungsgruppe KLIWA: DWD, MULEWF RLP, UM BW, BayStMUG, Arbeitskreis KLIWA
- Arbeitskreis KLIWA: Deutscher Wetterdienst / Abt. Hydrometeorologie (DWD), Landesamt für Umwelt, Wasserwirtschaft und Gewerbeaufsicht Rheinland-Pfalz (LUWG), Landesanstalt für Umwelt, Messungen und Naturschutz Baden-Württemberg (LUBW), Bayerisches Landesamt für Umwelt (LfU).